# 獻給神明般的你
《獻給神明般的你》是CUBE在2020年3月27日發售的戀愛冒險類型成人遊戲，2021年8月26日由ENTERGRAM發售PlayStation 4、任天堂Switch版。2022年3月25日發售逆移植《獻給神明般的你 Extended Edition》。

## 故事簡介
城前塊斗是個技術高超的駭客，並由此駭進了掌管所有AI的終端系統C-AI，並向C-AI下了尋找「最喜歡我的女孩，可愛、能撒嬌，而且是巨乳」的命令，但搜尋結果卻是0件。幾天後，一個完全符合塊斗條件的女孩出現在他面前，而這個女孩實際上是C-AI所製造出來的機器人。

## 登場角色
城前塊斗
作品男主角。擁有高明的電腦技術，曾作為「流浪倉鼠」用黑客技術在網絡上行俠仗義，並有能力駭進最嚴密的情報系統C-AI。雖然有準時去上學，但極少與他人交流。
月詠（聲：夏和小）
由C-AI創造出的機器人，外表完全參照塊斗所要求的條件而做。對塊斗充滿好感，一心想要侍奉塊斗。擁有高超的身體能力與智慧。
拉娜·利德爾·哈特（聲：春野美波）
英國人。喜歡夏洛克·福爾摩斯。塊斗的學姐。在學校總是戴著偵探帽並身著披風。個性開朗，並有敏銳的偵察力。小時候曾住在日本並和塊斗見過面。
朝倉霧香（聲：明羽杏子）
塊斗的學妹。個性不友善且散發冷漠氣質的女孩。中午時經常待在頂樓用餐，並以為常來頂樓的塊斗是跟蹤狂。
黑鳳玲音
塊斗的學姐，學生會長。待人親切。成績優秀的優等生。
蘇菲亞·利德爾·哈特（聲：奏雨）
拉娜的姐姐，英國人，個性開朗有親和力。是軟體研究開發公司的職員，對AI有研究。以前也跟塊斗見過面。
神無月愛彩梨（聲：小鳥居夕花）
塊斗的學妹。霧香的同班同學。虛擬偶像「神無愛莉」，有實際露臉在網路上活動，但有點遺憾的性格在網路上很有名。

## 主題曲
片頭曲「new world」
作詞、主唱：Duca，作曲、編曲：Nekusam
片尾曲「AI」
作詞、主唱：Duca，作曲、編曲：ANZIE

## 外部連結
- 官方網站 （页面存档备份，存于）（日語）
- PS4/NS版官方網站 （页面存档备份，存于）（日語）
- 《獻給神明般的你》在視覺小說數據庫的頁面 （英文）